# Charlie Mariano
Charlie Mariano (Boston, 12 de novembro de 1923 - Colônia, 16 de junho de 2009) foi um renomado saxofonista norte-americano.

## Discografia
- "Charlie Mariano Octet". 1949
- Charlie Mariano: "Boston All Stars". 1951
- "Charlie Mariano Quartett". 1955
- Charlie Mariano: "Folk Soul". 1967
- Sadao Watanabe & Charlie Mariano: "Iberian Waltz" (Denon, 1967)
- Charlie Mariano: "Reflections". 1974
- Philip Catherine - Charlie Mariano - Jasper van't Hof: "Sleep My Love". 1979
- Charlie Mariano & Karnataka College of Percussion: "Jyothi". 1983
- Shigihara - Mariano - Wells - Küttner: "Tears of Sound". 1984
- Charlie Mariano Group: "Plum Island". 1985
- André Jaume & Charlie Mariano: "Abbaye de l´epau". 1990
- Charlie Mariano - Jasper van't Hof: "Innuendo". 1992
- Charlie Mariano & Friends: "Seventy". 1993
- "Nassim". 1997
- Charlie Mariano: "Bangalore". 1998
- Charlie Mariano meets the Würzburger Philharmoniker: "Not Quite A Ballad". 2000
- Jasper van't Hof, Charlie Mariano, Steve Swallow: "Brutto Tempo". 2001
- Dieter Ilg & Charlie Mariano: "Due". 2005
- Theo Jörgensmann Fellowship. 2005